# Arman Hall
Arman Hall, född den 12 februari 1994 i Miami, är en amerikansk friidrottare.
Han tog OS-guld på 4 x 400 meter stafett i samband med de olympiska friidrottstävlingarna 2016 i Rio de Janeiro..